# Austroneurorthus horstaspoecki
Austroneurorthus horstaspoecki är en insektsart som beskrevs av U. Aspöck 2004. Austroneurorthus horstaspoecki ingår i släktet Austroneurorthus och familjen Nevrorthidae. Inga underarter finns listade i Catalogue of Life.